# They Said It Couldn't Be Done
They Said It Couldn't Be Done è il terzo album del gruppo Old school rap Grandmaster Flash and The Furious Five. È stato il primo album Rap pubblicato dalla Elektra Records.

## Tracce
1. Girls Love the Way He Spins – 6:34
2. The Joint Is Jumpin' – 3:44
3. Rock the House – 5:45
4. Jailbait – 4:52
5. Sign of the Times – 6:09
6. Larry's Dance Theme – 3:21
7. Who's That Lady – 5:26
8. Alternate Groove – 5:26
9. Paradise – 5:24

## Formazione
- Grandmaster Flash
- The Kidd Creole
- Rahiem
- La Von Dukes
- Mr. Broadway
- Larry Love